# Однажды в сказке (сезон 3)
Третий сезон американского драматического телесериала «Однажды в сказке». В США показ сезона осуществлял телеканал ABC с 29 сентября 2013 по 18 мая 2014 года. Сезон был разделён на две логические части. В этом сезоне появляются новые персонажи, в числе которых русалочка Ариэль, принц Эрик, Тинкер Белл, Питер Пэн, Рапунцель, Чёрная Борода, а также Зелина и Глинда из «Волшебника из Страны Оз».

## Сюжет

### Часть 1 (11 эпизодов)
Главное событие первой половины третьего сезона — это спасение Генри. Но Нетландия гораздо более тёмное место, чем мы помним по тем сказкам о летающем юноше в стране, где никто никогда не взрослеет. Чтобы выполнить миссию героям придётся столкнуться с врагом более мощным, чем сам Тёмный Маг. Что Питер Пэн хочет от Генри? Смогут ли наши герои-спасители отложить в сторону свои разногласия и работать вместе? Смогут ли Аврора, Мулан и принц Филипп оказать необходимую медицинскую помощь Нилу/ Бею, чтобы он мог воссоединиться с семьёй? Появятся новые герои сказки, также мы узнаём много нового про уже известных персонажей. Нетландия сериала станет лихорадочным сном, который просто так не сломить.

### Часть 2 (11 эпизодов)
После финальных событий первой половины сезона прошёл целый год, проклятие Питера Пэна всё ещё в силе. Сторибрука больше не существует, но так ли это на самом деле? Каким-то образом наши герои нашли путь назад в Город. Тем временем Эмма и Генри счастливо живут в Нью-Йорке с воспоминаниями о ложном прошлом, не помня ничего о минувших событиях. Внезапно на пороге их дома появляется Крюк. Он заявляет, что Зачарованный лес в опасности. Чета Прекрасных и Сторибрук снова нуждаются в Спасительнице, но всё зависит от Киллиана. Именно он должен помочь ей вернуть воспоминания. Пират делает всё, чтобы удачно завершить свою важную миссию. Меж тем в Зачарованном лесу мы узнаём, что случилось с героями сразу после того, как проклятие было активировано. Белоснежка осуществила свою мечту стать матерью вновь — она беременна. Однако зло не дремлет. Королевству угрожает Злая Ведьма Запада (она же Великая Ведьма), которая желает отомстить Реджине. Хотя в этот раз будет всё по-другому, ведь надвигающаяся беда страшнее всех прочих. Новый враг сильнее и могущественнее прежних, а коварство его не знает предела.

## В ролях

### Основной состав
- Джиннифер Гудвин — Белоснежка/Мэри Маргарет Бланшар (22 эпизода)
- Дженнифер Моррисон — Эмма Свон/Спасительница (22 эпизода)
- Лана Паррия — Злая королева/Реджина Миллс (22 эпизода)
- Джошуа Даллас — Прекрасный принц/Дэвид Нолан (22 эпизода)
- Эмили Де Рэвин — Белль / Лэйси Френч (17 эпизодов)
- Колин О’Донохью — Капитан Киллиан «Крюк» Джонс (22 эпизода)
- Майкл Реймонд-Джеймс — Бейлфайр/Нил Кэссиди (15 эпизодов)
- Джаред Гилмор — Генри Миллс (19 эпизодов)
- Роберт Карлайл — Румпельштильцхен/Мистер Голд (19 эпизодов)

### Второстепенный состав
- Беверли Эллиотт — Вдова Лукас/Бабушка (12 эпизодов)
- Шон Магуайр — Робин Гуд / Робин из Локсли (12 эпизодов)
- Робби Кей — юный Малкольм/Питер Пэн/Гамельнский крысолов (11 эпизодов)
- Ли Аренберг — Ворчун/Лерой/Мечтатель (10 эпизодов)
- Гейб Наут — Чихун/Том Кларк (10 эпизодов)
- Паркер Крофт — Феликс (10 эпизодов)
- Ребекка Мэйдер — Зелина/Злая ведьма Запада/Зелина Миллс (10 эпизодов)
- Дэвид-Пол Гроув — Умник (9 эпизодов)
- Роуз Макайвер — Динь-Динь/Зелёная фея (8 эпизодов)
- Фаустино Ди Бауда — Соня/Уолтер (8 эпизодов)
- Киган Коннор Трейси — Голубая Фея/Мать-Настоятельница (7 эпизодов)
- Рафаэль Сбардж — Говорящий Сверчок/Доктор Арчи Хоппер (7 эпизодов)
- Миг Макарио — Скромник (7 эпизодов)
- Джеффри Кайзер — Простачок (7 эпизодов)
- Майкл Колман — Весельчак (7 эпизодов)
- Сара Болджер — Аврора (5 эпизодов)
- Джоанна Гарсиа-Свишер — Ариэль/Русалочка (4 эпизода)
- Меган Ори — Красная Шапочка/Руби Лукас (4 эпизода)
- Фрея Тингли — Венди Дарлинг (4 эпизода)
- Крис Готье — Уильям Сми (4 эпизода)
- Дэвид Андерс — Доктор Виктор Франкенштейн/Доктор Вэйл (3 эпизода)
- Джулиан Моррис — Принц Филипп (3 эпизода)
- Гил МакКинни — Принц Эрик (3 эпизода)
- Кристофер Горэм — Уолш/Волшебник Страны Оз (3 эпизода)

### Приглашённые актёры
- Итан Эмбри — Грег Менделл (1 эпизод)
- Соникуа Мартин-Грин — Тамара (1 эпизод)
- Джейми Чон — Мулан (2 эпизода)
- Джанкарло Эспозито — Сидни Гласс/Волшебное Зеркало/Джинн из Аграбы (2 эпизода)
- Дилан Шмид — Бейлфайр в детстве (2 эпизода)
- Бернард Карри — Лиам Джонс (1 эпизод)
- Скайлер Джизондо — Девин (1 эпизод)
- Уайатт Олефф — Румпельштильцхен в детстве (1 эпизод)
- Стивен Лорд — Малкольм/отец Румпельштильцхена/взрослый Питер Пэн (2 эпизода)
- Мэрилин Мэнсон — Тень Питера Пэна (голос) (1 эпизод)
- Александра Мец — Рапунцель (1 эпизод)
- Генри Лубатти — Люмьер (1 эпизод)
- Чарльз Межер — Чёрная Борода (2 эпизода)
- Роуз Макгоуэн — Кора в молодости (1 эпизод)
- Дэвид де Латур — Джонатан (1 эпизод)
- Эрик Ланж — Принц Леопольд (1 эпизод)
- Санни Мабри — Глинда (2 эпизода)
- Матрея Скарвенер — Дороти Гейл (1 эпизод)
- Кристи Лэйнг — Мэриан (2 эпизода)
- Анастасия Гриффит — Принцесса Эбигейл/Кэтрин Нолан (1 эпизод)
- Тони Амендола — Джеппетто/Марко (1 эпизод)
- Алекс Захара — Король Мидас (1 эпизод)
- Эрик Кинлисайд — Сэр Морис/Мо Френч (1 эпизод)

## Эпизоды
| № общий | № в сезоне | Название                                                  | Режиссёр             | Автор сценария                  | Дата премьеры    | Зрители в США (млн) |
| --- | ---------- | --------------------------------------------------------- | -------------------- | ------------------------------- | ---------------- | ------------------- |
| 45 | 1          | «The Heart of Truest Believer» «Сердце истинно верующего» | Ральф Хемекер        | Эдвард Китсис и Адам Хоровиц    | 29 сентября 2013 | 8,52                |
| Когда Эмма, Белоснежка, Дэвид, Реджина, мистер Голд и капитан Крюк прибывают в Нетландию, чтобы разыскать похищенного Генри, они знакомятся с не очень дружелюбными русалками, из-за которых поиски угрожают закончиться не начавшись. В то же время Генри вместе с ещё одним беженцем из лагеря Питера Пэна скрывается от Потерянных мальчиков. А Нил, оправившись от ран, путешествует по Зачарованному Лесу вместе с Мулан в попытках разузнать что-то о судьбе Эммы и Генри. |            |                                                           |                      |                                 |                  |                     |
| 46 | 2          | «Lost Girl» «Потерянная девочка»                          | Рон Андервуд         | Эндрю Чемблисс и Калинда Васкес | 6 октября 2013   | 8,00                |
| Эмма, Белоснежка, Дэвид, Реджина и капитан Крюк продолжают поиски Генри в Нетландии, и в тот самый момент Питер Пэн появляется перед ошеломлённой Спасительницей и предлагает ей карту на которой указано место, где находится её сын. Однако единственный способ для Эммы заставить карту проявиться — это перестать отрицать, кто она есть на самом деле, принять себя настоящую и вступить в борьбу со своими чувствами. Мистер Голд получает неожиданный совет от друга, который может помочь ему в осознании всей его жизни, пока он находится в Нетландии. Он пытается до конца принять своё путешествие по спасению внука, который, согласно пророчеству, убьёт его. Тем временем в Зачарованном Лесу перед Белоснежкой предстаёт Злая Королева с предложением отказаться от своих прав на трон. Взамен она обещает оставить их с Прекрасным принцем в покое. Однако сам Дэвид против того, чтобы Белоснежка принимала это предложение, и делает всё, чтобы помешать ей. |            |                                                           |                      |                                 |                  |                     |
| 47 | 3          | «Quite a Common Fairy» «Самая обычная фея»                | Алекс Закржевский    | Джейн Эспенсон                  | 13 октября 2013  | 7,53                |
| Для спасения Генри Крюк предлагает схватить фею Динь-Динь, чтобы выманить Питера Пэна из укрытия. Он уверен, что та отведёт их прямо в лагерь. Питер Пэн рассказывает Генри, для чего перенёс его в Нетландию. Нил разрабатывает план, который может отправить его к Эмме, но для того, чтобы всё получилось ему придётся использовать то, что дороже всего для Робин Гуда. В прошлом Динь-Динь предлагает Реджине зажить другой, лучшей жизнью. |            |                                                           |                      |                                 |                  |                     |
| 48 | 4          | «Nasty Habits» «Вредные привычки»                         | Дэвид Бойд           | Дэвид Х. Гудман и Роберт Халл   | 20 октября 2013  | 7,05                |
| Мистер Голд принимает решение противостоять Пэну, но спасёт ли он Генри или же поддастся словам пророчества о том, что внук станет его погибелью? Нил оказывается в Нетландии под стражей одного из самых преданных Пэну Потерянных мальчиков. Дэвид продолжает бороться с ядом Ночных Кошмаров, который всё больше распространяется по его организму, грозя убить его. В прошлом, в Зачарованном Лесу, Румпельштильцхен отправляется на поиски своего пропавшего сына Бейлфайра, ушедшего за таинственным незнакомцем, ворующим детей с помощью музыки. |            |                                                           |                      |                                 |                  |                     |
| 49 | 5          | «Good Form» «Хорошая форма»                               | Джон Эмиел           | Кристин Бойлэн и Дэниэл Томсен  | 27 октября 2013  | 7,23                |
| Яд «Ночные Кошмары» всё сильнее действует на Дэвида; всё идёт к его смерти, и Крюк берёт его в последнее путешествие, чтобы найти секстант (навигационный измерительный инструмент, для определения направления по звёздам), который может помочь им расшифровать карту, способную вывести их из Нетландии. Тем временем в прошлом, в Зачарованном Лесу, молодой Крюк — Киллиан Джонс — и его старший брат, капитан Лиам, отплывают по приказу короля в неведомые земли, чтобы найти неизвестное чудодейственное растение, способное исцелить любую болезнь или рану на земле. |            |                                                           |                      |                                 |                  |                     |
| 50 | 6          | «Ariel» «Ариэль»                                          | Киаран Доннелли      | Эдвард Китсис и Адам Хоровиц    | 3 ноября 2013    | 7,55                |
| Дэвид наконец-то исцелён и вместе с Эммой, Белоснежкой и Крюком пытается спасти Нила, пленника одного из лагерей Питера Пэна. Тем временем Реджина и мистер Голд неохотно решают объединить свои усилия против хозяина Нетландии. Румпель обнаруживает способ победить его. Реджина решает попытаться разыскать русалку, которая могла бы помочь им в битве против него. В Зачарованном Лесу русалка Ариэль спасает Белоснежку, которая едва не утонула, убегая от рыцарей Злой Королевы. В благодарность девушка знакомит новую подругу с принцем Эриком, в которого та безумно влюбилась с первого взгляда. Между тем Королева разыскивает русалку, чтобы с её помощью убить Белоснежку. |            |                                                           |                      |                                 |                  |                     |
| 51 | 7          | «Dark Hollow» «Тёмная лощина»                             | Гай Ферленд          | Эндрю Чамблис и Калинда Васкес  | 10 ноября 2013   | 6,71                |
| В Сторибруке Белль активирует защитное заклинание мистера Голда. Ариэль прибывает в Сторибрук, чтобы передать ей послание от мистера Голда и Реджины. У неё с собой некий предмет, который поможет Белль, Бабушке и остальным найти скрытый артефакт, чтобы одолеть Питера Пэна. Но в город проникли двое неизвестных мужчин, полные решимости не допустить этого любой ценой. Тем временем Эмма, Нил и Крюк пытаются найти Тёмную Лощину для захвата тени Питера Пэна. Находясь там, Эмма подвергается смертельной опасности. Белоснежка очень опечалена тем фактом, что муж скрыл от неё своё отравление ядом «Ночные Кошмары». |            |                                                           |                      |                                 |                  |                     |
| 52 | 8          | «Think Lovely Thoughts» «Думай о хорошем»                 | Дэвид Соломон        | Дэвид Х. Гудман и Роберт Халл   | 17 ноября 2013   | 6,66                |
| Питер Пэн приводит Генри в таинственную пещеру, где убеждает его, что только он может спасти магию и Нетландию. Противостояние между добром и злом близится к завершению: Эмма, Белоснежка, Дэвид, Реджина, мистер Голд и Крюк уже на пути к спасению Генри. Тем временем в Зачарованном Лесу маленький Румпель получает магический предмет, чтобы начать новую жизнь вместе со своим отцом, который явно не является хорошим родителем. |            |                                                           |                      |                                 |                  |                     |
| 53 | 9          | «Save Henry» «Спасите Генри»                              | Энди Годдард         | Кристин Бойлэн и Дэниэл Томсен  | 1 декабря 2013   | 6,64                |
| В то время как жизнь Генри висит на волоске, Питер Пэн наконец-то заполучил то, что хотел, — Сердце Истинно Верующего, обманом взятое у пленника, — и теперь обладает его силой. Теперь всё зависит от погони за ним. В прошлом, в Сторибруке Реджина решает заполнить пустоту в сердце путём усыновления ребёнка. |            |                                                           |                      |                                 |                  |                     |
| 54 | 10         | «The New Neverland» «Новая Нетландия»                     | Рон Андервуд         | Эндрю Чамблис                   | 8 декабря 2013   | 6,94                |
| Жители Сторибрука ликуют: Эмма, Белоснежка, Дэвид, Реджина, мистер Голд и капитан Крюк вернулись из Нетландии вместе с Генри и новыми друзьями. Однако Питер Пэн без их ведома, хорошо замаскировавшись, привёл в действие тайный план, который повлияет на всех горожан. В прошлом, в Зачарованном Лесу, проходит медовый месяц Белоснежки и Прекрасного принца. Но вся романтика оказывается под угрозой, когда они отправляются на поиски мифического существа, способного остановить Реджину. |            |                                                           |                      |                                 |                  |                     |
| 55 | 11         | «Going Home» «Путь домой»                                 | Ральф Хемекер        | Эдвард Китсис и Адам Хоровиц    | 15 декабря 2013  | 6,44                |
| Город в панике: Питер Пэн в теле Генри украл у Реджины проклятие, которое отправило всех жителей Зачарованного Леса в Сторибрук. Необходимо остановить Питера Пэна до того, как проклятие вступит в силу и падёт на горожан: ведь оно заставит всех вновь забыть, кто они, без шанса когда-либо вернуть память обратно. На сей раз, чтобы спастись от неминуемой катастрофы, всем жителям города придётся пожертвовать самым дорогим. |            |                                                           |                      |                                 |                  |                     |
| 56 | 12         | «New York City Serenade» «Нью-Йоркская серенада»          | Билли Гирхарт        | Эдвард Китсис и Адам Хоровиц    | 9 марта 2014     | 7,66                |
| После того, как Румпельштильцхен пожертвовал своей жизнью, чтобы остановить Питера Пэна, Реджина уничтожила Первое проклятие, создавшее Сторибрук. В результате он был стёрт с лица земли, а все его жители перенеслись обратно в Зачарованный Лес, где им пришлось столкнуться с новой угрозой. Прошёл год. Эмма и Генри счастливо живут в Нью-Йорке, забыв Сторибрук и его жителей. Внезапно на пороге их дома появляется Крюк, чтобы помочь Эмме восстановить воспоминания. Она должна спасти своих друзей и семью, которые оказались в безвыходной ситуации. |            |                                                           |                      |                                 |                  |                     |
| 57 | 13         | «Witch Hunt» «Охота на ведьм»                             | Гай Ферленд          | Джейн Эспенсон                  | 16 марта 2014    | 7,47                |
| Прибыв в Сторибрук с Генри, Эмма воссоединяется с семьёй и друзьями и узнаёт, что никто не помнит ни того, как они оказались в городе, ни весь тот год, что они провели в Зачарованном Лесу, ни того, кто наложил новое проклятие. Однако Эмма уверена, что этот незнакомец находится в городе, и решает объединиться с Реджиной, чтобы вычислить, кто же это. Тем временем в Зачарованном Лесу, год назад, Королева с помощью Робин Гуда предпринимает попытку проникнуть в свой замок, захваченный Злой Ведьмой Запада. |            |                                                           |                      |                                 |                  |                     |
| 58 | 14         | «The Tower» «Башня»                                       | Ральф Хемекер        | Роберт Халл                     | 23 марта 2014    | 6,91                |
| Эмма, Дэвид, Реджина и Крюк продолжают поиски Злой Ведьмы Запада. Тем временем Зелина в свою очередь готовит тёмный сюрприз для Дэвида. Узник Великой Ведьмы находится под её пристальным присмотром и бессилен помешать ей в кознях против жителей города. В Зачарованном Лесу, год назад, Прекрасный принц наткнулся на башню Рапунцель. Он должен помочь девушке преодолеть собственный страх, чтобы освободиться из заточения и обрести долгожданную свободу. |            |                                                           |                      |                                 |                  |                     |
| 59 | 15         | «Quiet Minds» «Спокойный характер»                        | Эгиль Эгилссон       | Калинда Васкес                  | 30 марта 2014    | 6,64                |
| Нил оказывается в Сторибруке. Он очень скучает по сыну и желает с ним воссоединиться, однако Генри утратил воспоминания о своём отце. Сам Бэй пытается найти собственного отца, Румпельштильцхена, который, как он выясняет, жив, но бесследно пропал. Реджина обнаруживает возможность взаимосвязи с Робин Гудом. А годом ранее в Зачарованном Лесу Нил тяжело переживает смерть отца. С помощью Белль и заколдованного подсвечника по имени Люмьер он пытается найти способ вернуть его посредством магии. |            |                                                           |                      |                                 |                  |                     |
| 60 | 16         | «It's Not Easy Being Green» «Нелегко быть зелёной»        | Марио Ван Пиблз      | Эндрю Чамблис                   | 6 апреля 2014    | 7,26                |
| Город провожает Нила в последний путь, а Румпельштильцхен находится в рабстве у Зелины из-за кинжала. Между тем Великая Ведьма вызывает Реджину на дуэль и шокирует её их родственной связью. В прошлом, в стране Оз, ревнивая Зелина просит короля перенести её в Зачарованный Лес после того, как узнала, что у неё есть сестра по имени Реджина, и Румпельштильцхен обучает её магии, чтобы она стала не менее могущественной. |            |                                                           |                      |                                 |                  |                     |
| 61 | 17         | «The Jolly Roger» «Весёлый Роджер»                        | Эрнест Дикерсон      | Дэвид Х. Гудман                 | 13 апреля 2014   | 6,50                |
| Ариэль возвращается в Сторибрук и просит Крюка помочь ей найти принца Эрика. Она уверена, что он не вернулся в город после нахождения нового проклятия. Реджина соглашается научить Эмму владеть магией, чтобы она помогла сокрушить непобедимую Зелину. Между тем Белоснежка с Дэвидом пытаются доказать, что могут развлечь Генри не хуже Крюка. Тем временем, в Зачарованном Лесу, во время прошлого года разгневанная Ариэль противостоит пирату – она потеряла Эрика и винит Киллиана в похищении своего возлюбленного и его возможной гибели. Но Крюк признаётся, что «Весёлый Роджер» был угнан, и Эрик, по всей видимости, его пленник. Ариэль, сама того не ведая, подсказала, кто это сделал, и Крюк, уже вместе с русалкой на хвосте, отправляется на поиски корабля. |            |                                                           |                      |                                 |                  |                     |
| 62 | 18         | «Bleeding Through» «Истекая кровью»                       | Ромео Тироне         | Джейн Эспенсон и Дэниэл Томсен  | 20 апреля 2014   | 5,95                |
| Зелина похитила сердце Реджины. После этого Реджина с помощью магии решает поговорить с их умершей матерью Корой, дабы пролить свет на ситуацию о возможном новом проклятии и выяснить правду: почему же та оставила дочь? Между тем Белль понимает, чего же добивается Великая Ведьма: вернуть себе жизнь, которую, по её мнению, она «заслужила». Тем временем в Зачарованном Лесу юную Кору обманул некто, назвавшийся принцем, и вскоре она обнаруживает, что беременна. В итоге шанс встретить настоящего принца привёл простую мельничиху к королевской жизни, о которой она всегда мечтала и к которой стремилась. Но чтобы не потерять всё, она должна скрыть свою беременность. |            |                                                           |                      |                                 |                  |                     |
| 63 | 19         | «A Curious Thing» «Любопытная вещь»                       | Ральф Хемекер        | Эдвард Китсис и Адам Хоровиц    | 27 апреля 2014   | 6,91                |
| Зелина угрожает убить Генри, если Крюк, чьи губы были ею прокляты, не поцелует Эмму. Если это случится, та лишится своей магии. Между Реджиной и Робином Гудом начинают накаляться страсти. В прошлом году Снежка и Дэвид отправились на поиски Глинды, Доброй Ведьмы Севера, чтобы спросить, может ли она помочь им победить Зелину. В конечном счёте проклятие, отправившее всех жителей Зачарованного Леса в Сторибрук, появится оттуда, откуда его меньше всего ожидали. |            |                                                           |                      |                                 |                  |                     |
| 64 | 20         | «Kansas» «Канзас»                                         | Гвинет Хердер-Пэйтон | Адам Хоровиц и Калинда Васкес   | 4 мая 2014       | 6,69                |
| Пока Белоснежка рожает в больнице Сторибрука, остальные горожане находятся в полной боеготовности, чтобы помешать Зелине похитить новорождённого малыша и с его помощью наложить новое проклятие, способное изменить прошлое. Тем временем в стране Оз, в прошлом, Глинда пытается убедить Зелину бороться со злом внутри неё. Она просит девушку присоединиться к ней и её сёстрам, Ведьме Востока и Ведьме Севера, в качестве Хранительницы страны Оз. Однако появление маленькой девочки из Канзаса сделало осуществление этих планов невозможными, и это может стать концом Великой Ведьмы. |            |                                                           |                      |                                 |                  |                     |
| 65 | 21         | «Snow Drifts» «Снежный занос»                             | Рон Андервуд         | Дэвид Х. Гудман и Роберт Халл   | 11 мая 2014      | 6,80                |
| В то время как Белоснежка и Дэвид празднуют рождения сына в кафе «У Бабушки», Эмму и Крюка забросило через «времяворот» Зелины в прошлое Зачарованного Леса. Теперь у них есть цель — найти путь обратно в будущее. Они должны быть предельно осторожны, чтобы не изменить что-то в прошлом своих друзей и семьи. Эмма мешает Белоснежке выкрасть кольцо Прекрасного принца, которое тот собирался подарить дочке Мидаса, и тем самым меняет будущее. За помощью они с Крюком обращаются к Тёмному магу, но их берёт в плен Реджина. |            |                                                           |                      |                                 |                  |                     |
| 66 | 22         | «There's No Place Like Home» «Нет места лучше дома»       | Ральф Хемекер        | Эдвард Китсис и Адам Хоровиц    | 11 мая 2014      | 6,80                |
| Крюк и Прекрасный принц спасают Эмму и Белоснежку из плена Злой Королевы. Эмма берёт с собой пленницу темницы, не подозревая, кто она. Дэвид и Белоснежка заново влюбляются друг в друга на мосту троллей. Эмма и Крюк возвращаются в Сторибрук, попадают на празднование дня рождения маленького принца Нила и понимают, что всё осталось так, как было. Пленница оказывается женой Робина Гуда, которая разбивает отношения его и Реджины. Также, вернувшись домой через портал, Эмма и Крюк захватили с собой таинственную Эльзу — племянницу Снежной королевы. |            |                                                           |                      |                                 |                  |                     |

## Рейтинги
| №         | Название                           | Дата оригинального показа | Рейтинг 18-49 | Общие зрители (миллионы) | Недельный ранк | Оригинальный показ + повторы за 7 дней | Оригинальный показ + повторы за 7 дней | Оригинальный показ + повторы за 7 дней | Оригинальный показ + повторы за 7 дней |
| №         | Название                           | Дата оригинального показа | Рейтинг 18-49 | Общие зрители (миллионы) | Недельный ранк | Зрители 18-49                          | Увеличение зрителей (миллионы)         | Общий 18-49                            | Все зрители (миллионы)                 |
| --------- | ---------------------------------- | ------------------------- | ------------- | ------------------------ | -------------- | -------------------------------------- | -------------------------------------- | -------------------------------------- | -------------------------------------- |
| 45 (3-01) | «The Heart of the Truest Believer» | сентябрь 29, 2013         | 2.6/7         | 8.52                     | #24            | 1.2                                    | 2.54                                   | 3.8                                    | 11.06                                  |
| 46 (3-02) | «Lost Girl»                        | октябрь 6, 2013           | 2.6/7         | 8.00                     | #25            | 1.2                                    | N/A                                    | 3.8                                    | N/A                                    |
| 47 (3-03) | «Quite a Common Fairy»             | октябрь 13, 2013          | 2.4/6         | 7.53                     | #23            | 1.1                                    | N/A                                    | 3.5                                    | N/A                                    |
| 48 (3-04) | «Nasty Habits»                     | октябрь 20, 2013          | 2.1/5         | 7.05                     | N/A            | 1.3                                    | 2.55                                   | 3.4                                    | 9.60                                   |
| 49 (3-05) | «Good Form»                        | октябрь 27, 2013          | 2.2/6         | 7.23                     | N/A            | 1.2                                    | N/A                                    | 3.4                                    | N/A                                    |
| 50 (3-06) | «Ariel»                            | ноябрь 3, 2013            | 2.3/6         | 7.55                     | #22            | 1.2                                    | 2.70                                   | 3.5                                    | 10.25                                  |
| 51 (3-07) | «Dark Hollow»                      | ноябрь 10, 2013           | 2.1/5         | 6.71                     | N/A            | 1.3                                    | 2.68                                   | 3.4                                    | 9.39                                   |
| 52 (3-08) | «Think Lovely Thoughts»            | ноябрь 17, 2013           | 1.9/5         | 6.66                     | N/A            | 1.2                                    | 2.59                                   | 3.1                                    | 9.25                                   |
| 53 (3-09) | «Save Henry»                       | декабрь 1, 2013           | 1.9/5         | 6.64                     | N/A            | 1.3                                    | 2.59                                   | 3.2                                    | 9.22                                   |
| 54 (3-10) | «The New Neverland»                | декабрь 8, 2013           | 2.1/5         | 6.94                     | N/A            | 1.1                                    | 2.44                                   | 3.3                                    | 9.38                                   |
| 55 (3-11) | «Going Home»                       | декабрь 15, 2013          | 1.9/5         | 6.44                     | N/A            | 1.2                                    | 2.50                                   | 3.1                                    | 8.94                                   |
| 56 (3-12) | «New York City Serenade»           | март 9, 2014              | 2.4/7         | 7.66                     | #18            | 1.0                                    | N/A                                    | 3.4                                    | N/A                                    |
| 57 (3-13) | «Witch Hunt»                       | март 16, 2014             | 2.4/7         | 7.75                     | #15            | 1.3                                    | 2.68                                   | 3.7                                    | 10.43                                  |
| 58 (3-14) | «The Tower»                        | март 23, 2014             | 2.1/6         | 6.91                     | #19            | 1.2                                    | 2.62                                   | 3.3                                    | 9.53                                   |
| 59 (3-15) | «Quiet Minds»                      | март 30, 2014             | 2.1/6         | 6.64                     | #21            | 1.1                                    | 2.56                                   | 3.2                                    | 9.21                                   |
| 60 (3-16) | «It’s Not Easy Being Green»        | апрель 6, 2014            | 2.4/6         | 7.26                     | #16            | 1.1                                    | 2.45                                   | 3.5                                    | 9.71                                   |
| 61 (3-17) | «The Jolly Roger»                  | апрель 13, 2014           | 2.0/6         | 6.50                     | #20            | 1.2                                    | 2.58                                   | 3.2                                    | 9.08                                   |
| 62 (3-18) | «Bleeding Through»                 | апрель 20, 2014           | 1.7/5         | 5.95                     | #24            | N/A                                    | N/A                                    | N/A                                    | N/A                                    |
| 63 (3-19) | «A Curious Thing»                  | апрель 27, 2014           | 2.2/6         | 7.34                     | #11            | 1.0                                    | 2.09                                   | 3.2                                    | 9.43                                   |
| 64 (3-20) | «Kansas»                           | май 4, 2014               | 2.1/6         | 6.86                     | #18            | 1.1                                    | 2.32                                   | 3.2                                    | 9.19                                   |
| 65 (3-21) | «Snow Drifts»                      | май 11, 2014              | 2.3/7         | 6.80                     | #11            | 1.2                                    | 2.59                                   | 3.5                                    | 9.39                                   |
| 66 (3-22) | «There’s No Place Like Home»       | май 11, 2014              | 2.3/7         | 6.80                     | #11            | 1.2                                    | 2.59                                   | 3.5                                    | 9.39                                   |